# Grande-Africa-Klasse
Die ConRo-Schiffe der Grande-Africa-Klasse, auch Grande-America-Klasse, werden von der italienischen Reederei Grimaldi Lines betrieben.

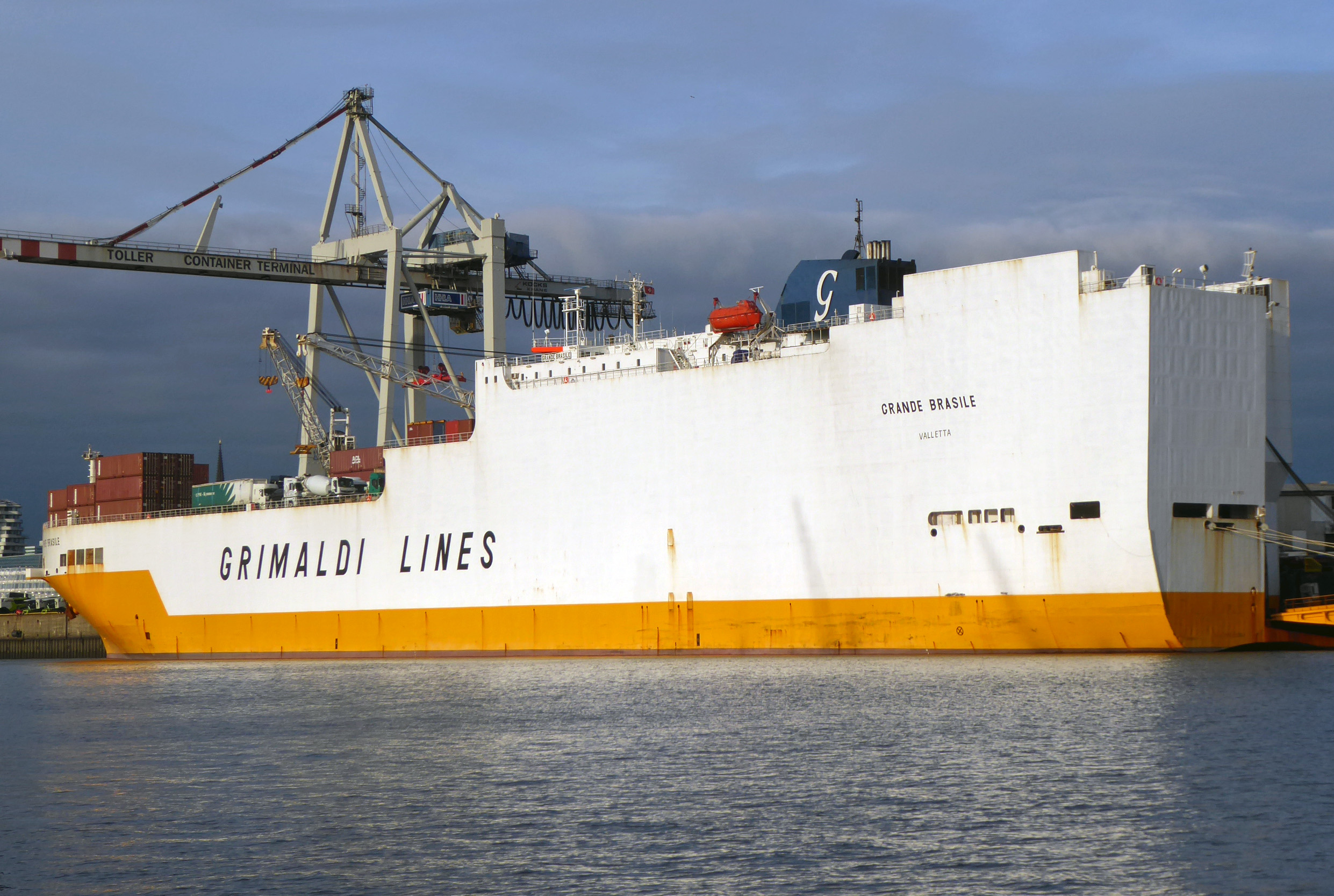
Grande Brasile 2021 in Hamburg

## Technik
Der 214 Meter lange und 32,25 Meter breite Schiffstyp ist als Mehrzweck-ConRo-Frachtschiff mit Deckshaus in der hinteren Schiffshälfte und langem, mittleren Laderaum ausgelegt. Die Back ist mit einem Wetterschutz versehen. Die Schiffe sind mit rund 56.650 BRZ vermessen und haben eine Tragfähigkeit von rund 28.000 Tonnen. Sie sind für den Transport von LKW, PKW und anderer rollender Ladung sowie Containern konzipiert. Insgesamt verfügen die Schiffe über Rolldecks mit 2500 Spurmetern. Die Schiffe sind mit einer achtern angebrachten, elektrohydraulischen Heckrampe von McGregor ausgerüstet, die mit 150 t belastet werden kann. Auf dem Wetterdecksbereich vor dem Deckshaus können 800 TEU gestaut werden. Hier befinden sich auf der Steuerbordseite zwei Krane, die jeweils 40 t heben können.
Außer für die 26-köpfige Besatzung sind Unterbringungsmöglichkeiten für 12 LKW-Fahrer beziehungsweise Passagiere in sechs Doppelkabinen vorhanden.
Der Antrieb der Schiffe besteht aus einem Siebenzylinder-Zweitakt-Dieselmotor des Herstellers Sulzer (Typ: 7RTA72U) mit einer Leistung von 15.540 kW. Der Motor wirkt auf einen Verstellpropeller und ermöglicht eine Geschwindigkeit von bis zu 19 Knoten. Die Bordelektrik wird von vier Generatoren mit insgesamt 4003 kW versorgt. Die An- und Ablegemanöver werden durch Querstrahlsteueranlagen im Bug und Heck unterstützt.

## Die Schiffe
| Grande America-Klasse | Grande America-Klasse | Grande America-Klasse | Grande America-Klasse             | Grande America-Klasse                      | Grande America-Klasse                                                                             |
| Bauname               | Bauort Baunummer      | IMO-Nummer            | Kiellegung Stapellauf Ablieferung | Auftraggeber Reederei                      | Umbenennungen und Verbleib                                                                        |
| --------------------- | --------------------- | --------------------- | --------------------------------- | ------------------------------------------ | ------------------------------------------------------------------------------------------------- |
| Grande America        | Palermo/ 5984         | 9130937               | 20.12.1995 05.07.1997 09.12.1997  | Grande America Shipping, Valletta          | Am 12. März 2019 in der Biskaya gesunken.                                                         |
| Grande Africa         | Palermo/ 5985         | 9130949               | 20.12.1995 08.07.1998 29.10.1998  | Grimaldi Compagnia di Navigazione, Palermo | So in Fahrt.                                                                                      |
| Grande Atlantico      | Palermo/ 5986         | 9130951               | 25.07.1996 17.04.1999 21.07.1999  | Grimaldi Compagnia di Navigazione, Palermo | So in Fahrt.                                                                                      |
| Grande Brasile        | Palermo/ 6055         | 9198123               | 27.02.1999 19.02.2000 30.05.2000  | Grimaldi Compagnia di Navigazione, Palermo | Im Februar 2025 in der Nordsee in Brand geraten und im April 2025 zum Abbruch in Aliağa verkauft. |
| Grande Argentina      | Palermo/ 6056         | 9198135               | 29.06.1999 11.11.2000 26.02.2001  | Grimaldi Compagnia di Navigazione, Palermo | So in Fahrt.                                                                                      |
| Grande Francia        | Castellammare/ 6092   | 9246592               | 05.11.2001 20.07.2002 12.12.2002  | Grimaldi Compagnia di Navigazione, Palermo | So in Fahrt.                                                                                      |
| Grande Nigeria        | Ancona/ 6093          | 9246580               | 26.02.2002 26.10.2002 25.01.2003  | Grimaldi Compagnia di Navigazione, Palermo | So in Fahrt.                                                                                      |
| Grande San Paolo      | Palermo/ 6094         | 9253208               | 26.02.2002 03.05.2003 09.08.2003  | Grimaldi Compagnia di Navigazione, Palermo | So in Fahrt.                                                                                      |
| Grande Amburgo        | Castellammare/ 6093   | 9246607               | 02.2003 10.2003 12 2003           | Grimaldi Compagnia di Navigazione, Palermo | So in Fahrt.                                                                                      |
| Grande Buenos Aires   | Palermo/ 6095         | 9253210               | 28.06.2002 04.11.2003 16.02.2004  | Grimaldi Compagnia di Navigazione, Palermo | Von Fincantieri in Ancona fertiggestellt, so in Fahrt.                                            |
| Daten: Equasis        |                       |                       |                                   |                                            |                                                                                                   |

## Geschichte
Die Schiffe entstanden auf den italienischen Fincantieri-Werften in Palermo, Ancona und Castellammare di Stabia. Die Einheiten werden im Liniendienst der italienischen Grimaldi-Gruppe eingesetzt.

### Kollision derGrande Nigeriaauf der Westerschelde
Am 13. August 2003 stieß die Grande Nigeria auf der Schelde mit dem Autotransporter Nada V zusammen, wobei auf beiden Schiffen Schäden entstanden. Ursache war ein Fehler des Lotsen auf der Grande Nigeria.

### Havarie derGrande Americain der Biskaya
In der Nacht vom 10. auf den 11. März 2019 brach auf der Grande America, die sich in der Biskaya auf dem Weg von Hamburg nach Casablanca befand, ein Feuer aus. Der Kapitän versuchte zunächst, in Richtung La Coruna zu navigieren, während die Besatzung mit Löscharbeiten begann. Es stellte sich jedoch heraus, dass das Feuer mit Bordmitteln nicht gelöscht werden konnte. Daraufhin verließen die 27 an Bord befindlichen Personen (26 Besatzungsmitglieder und ein Passagier) das Schiff gegen 2 Uhr morgens und wurden gegen 4 Uhr von der britischen Fregatte HMS Argyll aufgenommen. Der Notschlepper Abeille Bourbon war von den französischen Behörden zur Unfallstelle entsandt worden und nahm am Morgen des 11. März die Löscharbeiten des evakuierten Schiffes auf, stellte sie jedoch in der Nacht auf den 12. März ein, da das Schiff starke Schlagseite hatte. Die Grande America sank am 12. März um 15:26 Ortszeit auf der Position 46,0689° N, 5,7844° W. Die Reederei hatte zusätzlich die mit Löschanlagen ausgerüsteten Ankerziehschlepper Union Lynx aus dem spanischen Vigo und Terasea Hawk aus Rotterdam mit je einer Löschmannschaft zur Unfallstelle entsandt, beide trafen aber nicht mehr rechtzeitig ein. Die Reederei kündigte an, in Abstimmung mit den französischen Behörden das Wrack, das in etwa 4600 m Tiefe liegt, durch das Unternehmen Ocean Infinity untersuchen zu lassen.
Das Schiff war unter anderem mit 2.210 PKW, davon 1.298 Neuwagen, sowie 365 Containern (davon 34 Gefahrgutcontainer an Deck sowie 11 im Laderaum) beladen, welche unter anderem Baumaschinen, rund 100 Tonnen Salzsäure und rund 70 Tonnen Schwefelsäure enthielten. Die französische Westküste wird nun durch eine Ölpest bedroht, da sich in den Bunkertanks des Schiffes noch rund 2.200 Tonnen Schweröl befanden. Mehrere spezialisierte Einheiten haben am 15. März trotz widriger Wetterbedingungen mit der Ölaufnahme begonnen, darunter mehrere französische Hochseeschlepper, die für die Ölbekämpfung eingesetzt werden können (Argonaute, VN Partisan, VN Sapeur), das Mehrzweckschiff A603 Rhone der Marine, der spanische Hochseeschlepper Ria de Vigo und der spanische Notschlepper Alonso de Chaves, der ebenfalls über Ölbekämpfungsfähigkeiten verfügt. Am 19. März 2019 wurde vermeldet, dass man aufgrund besseren Wetters nun mit dem Ausbringen von Ölbarrieren beginnen könne. Im April 2019 wurde das Wrack von Ocean Infinity mit autonomen und ferngesteuerten Unterwasserfahrzeugen von Bord der Island Pride aus untersucht.

### Feuer an Bord derGrande Brasile
Auf einem der Ladungsdecks der Grande Brasile brach am 18. Februar 2025 ein Feuer aus. Das Schiff befand sich vor der englischen Küste auf der Fahrt von Antwerpen nach Le Havre. Das Feuer konnte mit Bordmitteln gelöscht werden. Später am selben Tag brach erneut ein Feuer an Bord aus. Die Besatzung wurde evakuiert, das Schiff zurück nach Antwerpen geschleppt.